# Дренова (Пријепоље)
Дренова је насеље у Србији у општини Пријепоље у Златиборском округу. Према попису из 2022. било је 109 становника.

## Демографија
У насељу Дренова живи 176 пунолетних становника, а просечна старост становништва износи 45,1 година (41,8 код мушкараца и 48,0 код жена). У насељу има 85 домаћинстава, а просечан број чланова по домаћинству је 2,45.
Ово насеље је углавном насељено Србима (према попису из 2002. године), а у последња три пописа, примећен је пад у броју становника.
|  |

| Демографија | Демографија | Демографија |
| Година      | Становника  | Становника  |
| ----------- | ----------- | ----------- |
| 1948.       | 760         |             |
| 1953.       | 811         |             |
| 1961.       | 799         |             |
| 1971.       | 678         |             |
| 1981.       | 496         |             |
| 1991.       | 332         | 332         |
| 2002.       | 208         | 208         |

| Етнички састав према попису из 2002.‍ | Етнички састав према попису из 2002.‍ | Етнички састав према попису из 2002.‍ | Етнички састав према попису из 2002.‍ | Етнички састав према попису из 2002.‍ |
| ------------------------------------ | ------------------------------------ | ------------------------------------ | ------------------------------------ | ------------------------------------ |
|                                      |                                      |                                      |                                      |                                      |
| Срби                                 | Срби                                 |                                      | 187                                  | 89,90%                               |
| Муслимани                            | Муслимани                            |                                      | 19                                   | 9,13%                                |
| Бошњаци                              | Бошњаци                              |                                      | 2                                    | 0,96%                                |
| непознато                            | непознато                            |                                      | 0                                    | 0,0%                                 |

| Година пописа     | 1948. | 1953. | 1961. | 1971. | 1981. | 1991. | 2002. |
| ----------------- | ----- | ----- | ----- | ----- | ----- | ----- | ----- |
| Број домаћинстава | 127   | 131   | 145   | 130   | 120   | 99    | 85    |

| Број чланова      | 1  | 2  | 3  | 4 | 5 | 6 | 7 | 8 | 9 | 10 и више | Просек |
| ----------------- | -- | -- | -- | - | - | - | - | - | - | --------- | ------ |
| Број домаћинстава | 27 | 27 | 15 | 8 | 3 | 2 | 1 | 2 | 0 | 0         | 2,45   |

| Пол    | Укупно | Неожењен/Неудата | Ожењен/Удата | Удовац/Удовица | Разведен/Разведена | Непознато |
| ------ | ------ | ---------------- | ------------ | -------------- | ------------------ | --------- |
| Мушки  | 83     | 29               | 49           | 4              | 1                  | 0         |
| Женски | 97     | 17               | 49           | 31             | 0                  | 0         |
| УКУПНО | 180    | 46               | 98           | 35             | 1                  | 0         |

| Пол    | Укупно                    | Пољопривреда, лов и шумарство | Рибарство                            | Вађење руде и камена | Прерађивачка индустрија       |
| ------ | ------------------------- | ----------------------------- | ------------------------------------ | -------------------- | ----------------------------- |
| Мушки  | 47                        | 8                             | 0                                    | 0                    | 8                             |
| Женски | 15                        | 6                             | 0                                    | 0                    | 4                             |
| УКУПНО | 62                        | 14                            | 0                                    | 0                    | 12                            |
| Пол    | Производња и снабдевање   | Грађевинарство                | Трговина                             | Хотели и ресторани   | Саобраћај, складиштење и везе |
| Мушки  | 0                         | 23                            | 3                                    | 1                    | 0                             |
| Женски | 0                         | 0                             | 1                                    | 1                    | 1                             |
| УКУПНО | 0                         | 23                            | 4                                    | 2                    | 1                             |
| Пол    | Финансијско посредовање   | Некретнине                    | Државна управа и одбрана             | Образовање           | Здравствени и социјални рад   |
| Мушки  | 0                         | 0                             | 0                                    | 0                    | 2                             |
| Женски | 0                         | 0                             | 0                                    | 0                    | 2                             |
| УКУПНО | 0                         | 0                             | 0                                    | 0                    | 4                             |
| Пол    | Остале услужне активности | Приватна домаћинства          | Екстериторијалне организације и тела | Непознато            | Непознато                     |
| Мушки  | 2                         | 0                             | 0                                    | 0                    | 0                             |
| Женски | 0                         | 0                             | 0                                    | 0                    | 0                             |
| УКУПНО | 2                         | 0                             | 0                                    | 0                    | 0                             |